# Sainte-Marie-sur-Ouche
Sainte-Marie-sur-Ouche – miejscowość i gmina we Francji, w regionie Burgundia-Franche-Comté, w departamencie Côte-d’Or.
Według danych na rok 1990 gminę zamieszkiwały 593 osoby, a gęstość zaludnienia wynosiła 72 osoby/km² (wśród 2044 gmin Burgundii Sainte-Marie-sur-Ouche plasuje się na 394. miejscu pod względem liczby ludności, natomiast pod względem powierzchni na miejscu 1032.).